# Renvoi relatif à la sécession du Québec
Renvoi relatif à la sécession du Québec (französisch) oder Reference re Secession of Quebec (englisch) ist die Bezeichnung einer Stellungnahme des Obersten Gerichtshofs von Kanada von 1998 auf Fragen betreffend eine Sezession Québecs von Kanada.
Das Vollzitat lautet Renvoi relatif à la sécession du Québec, [1998] 2 R.C.S. 217 beziehungsweise Reference re Secession of Quebec, [1998] 2 S.C.R. 217. Das „Reference“ im Englischen deutet darauf hin, dass es sich dabei um eine sogenannte reference question handelt. Dies sind Rechtsfragen, die die kanadische Bundesregierung dem Obersten Gerichtshof stellen kann. Die Stellungnahmen des Gerichts auf solche Fragen sind rechtlich nicht bindend, wurden jedoch noch nie missachtet. Mit „Reference re“ bzw. „Renvoi relatif“ werden diejenigen Rechtsfragen bezeichnet, die Bezug zur Verfassung von Kanada haben.

## Hintergrund und Fragen
Hintergrund waren die Sezessionstendenzen in Québec und zwei von der Parti Québécois veranlasste initiierte und ein drittes geplantes Referendum über die Unabhängigkeit Québecs. Das erste Referendum von 1980 scheiterte mit einer Minderheit von 40,44 %, das zweite Referendum von 1995 nur noch mit 49,42 % der Stimmen. Ein 1996 von der Parti Québécois angekündigtes drittes Referendum sowie ein bereits im Vorfeld des zweiten Referendums von der Nationalversammlung von Québec angenommenes Gesetz über die Zukunft eines unabhängigen Québecs im Falle eines Erfolgs des Referendums veranlassten die kanadische Bundesregierung zu handeln.
Zur Klärung der Rechtslage legte die kanadische Bundesregierung dem Obersten Gerichtshof 1996 folgende drei Fragen vor:
1. Kann die Nationalversammlung, die Legislative oder die Exekutive von Québec nach kanadischem Verfassungsrecht einseitig die Sezession von Kanada bewirken?
2. Hat die Nationalversammlung, die Legislative oder die Exekutive Québecs nach Völkerrecht das Recht, einseitig die Sezession von Kanada zu bewirken? Hat die Nationalversammlung, die Legislative oder die Exekutive Québecs diesbezüglich ein völkerrechtliches Selbstbestimmungsrecht, das der Nationalversammlung, der Legislative oder der Exekutive Québecs das Recht gibt, einseitig die Sezession von Kanada zu bewirken?
3. Welches Recht hätte in Kanada im Falle eines Widerspruchs zwischen nationalem Recht und Völkerrecht bezüglich des Rechts der Nationalversammlung, der Legislative oder der Exekutive Québecs, einseitig die Sezession von Kanada zu bewirken, Vorrang?[1]

## Stellungnahme des Gerichts
Der Oberste Gerichtshof nahm nach Anhörung der Beteiligten vom 16. bis 19. Februar am 20. August 1998 Stellung zu den Fragen.
1. Nach Auffassung des Gerichts besteht nach kanadischem Verfassungsrecht kein Recht Québecs, einseitig Sezession zu bewirken. Allerdings könnte das restliche Kanada im Falle eines entsprechenden Referendums der Regierung Québecs nicht das Recht absprechen, das Ziel der Sezession zu verfolgen. Falls an diesem Ziel festgehalten würde, sei in Verhandlungen zu klären, unter welchen Bedingungen Québec Selbständigkeit erlangen könnte.
2. Betreffend der zweiten Frage kam das Gericht zu der Auffassung, dass ein völkerrechtliches Recht auf Sezession im Falle Québecs nicht anwendbar sei, da das Völkerrecht Staatsteilen kein Recht verleihe, einseitig Sezession zu bewirken. Das völkerrechtliche Recht eines Volkes auf Selbstbestimmung sei in Hinblick auf die völkerrechtlich verbürgte territoriale Integrität grundsätzlich nur im Rahmen des bestehenden politischen Systems auszuüben, beispielsweise durch Verhandlungen. Daran könne auch ein eindeutiges demokratisches Votum nichts ändern.
3. Da das Gericht keinen Konflikt zwischen nationalem kanadischen Recht und Völkerrecht sah, erübrigte sich die Beantwortung der dritten Frage.

## Reaktion der Regierung von Québec
Die Regierung Québecs begrüßte die Stellungnahme des Gerichts, da es herausgestellt habe, dass die Referendumsstrategie zum Ziel führen könne und die kanadische Bundesregierung und die Regierungen der anderen kanadischen Provinzen im Falle eines entsprechenden Referendums über eine Sezession verhandeln müssten.

## Reaktion der kanadischen Bundesregierung
Die kanadische Bundesregierung begrüßte die Stellungnahme des Gerichts, da diese klarstelle, dass Québec nicht einseitig Sezession bewirken könne.
Infolge der Stellungnahme des Obersten Gerichts verabschiedete das Bundesparlament im Jahr 2000 den Clarity Act, der die Bedingungen festlegt, unter denen eine Provinz mit der kanadischen Bundesregierung in Verhandlungen über eine Sezession eintreten kann.